# Kvarndammen (Nödinge socken, Västergötland)
Kvarndammen är en våtmark i Ale kommun i Västergötland och ingår i Göta älvs huvudavrinningsområde. Kvarndammen ligger vid Stora Viken mellan Nödinge och Bohus.